# Willington (Durham)
Willington è un paese di 5 749 abitanti della contea di Durham, in Inghilterra.